# José Imaz y Gadea
José Imaz y Gadea (Pamplona, hacia 1800 – Pamplona, después de 1854). Hijo de José Antonio Imaz y de Teresa de Garmendía, vecinos de Pamplona, fue un impresor y librero afincado en Pamplona, activo desde 1830 hasta 1854.
Se casó en 1828 con María Antonia Sabina, hija del impresor y librero Javier Gadea, y tras la muerte de este el mismo año de la boda, se hizo cargo del negocio del suegro. Es posible que hubiera tomado la dirección del mismo en torno a 1825, cuando se advierte un incremento inusual del trabajo en el taller de su suegro, a quien una enfermedad le habría apartado de la vida laboral.
Su actividad fue modesta por el volumen de trabajo, aunque la calidad desde el punto de vista técnico fue correcta.
Debió de fallecer con posterioridad a 1854. En este año el taller suspendió su actividad, a pesar de que entonces tenía dos hijos que podían haberse hecho cargo de él: Manuel (22 años) y Gaspar (17 años).

## Trayectoria profesional
A partir de 1830 figura como titular de la imprenta y librería de su suegro Javier Gadea. El establecimiento se encontraba en el número 10 la calle Navarrería, cuando el de Javier Gadea había estado situado en el número 11 de la misma calle. Cabe estimar que lo trasladó, aunque sin apartarse de la zona donde se concentraba la mayor parte de las imprentas y librerías de la capital navarra desde mediados del siglo anterior. Es posible que tras la muerte de Javier Gadea sus bienes se repartieran entre los herederos y el local donde se ubicaba el negocio no le correspondiera a la esposa de José Imaz, por lo que este se viera obligado a abandonarlo. Sea como fuera, años más tarde trasladó la imprenta y librería a otro local cercano, situado en el número 25 de la calle Mercaderes. 

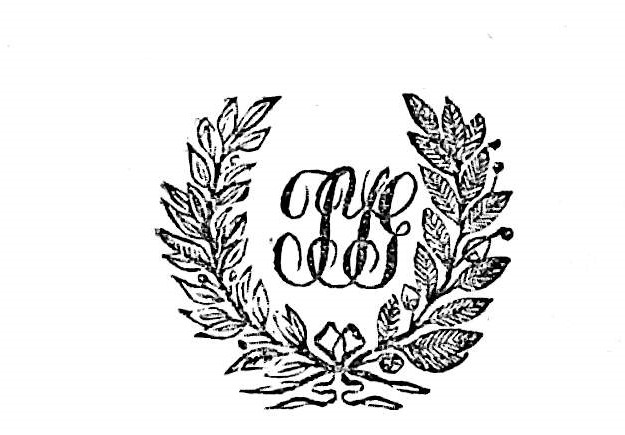
Marca de impresor de José Imaz y Gadea

Firmó sus trabajos como “José Ambrosio Ymaz y Gadea” (1830), de tal manera que suprimió su segundo apellido (Garmendía) para incluir el de su suegro (Gadea), posiblemente para de esta manera reforzar el nombre comercial de su negocio. Esta estrategia también la había empleado su colega Francisco Erasun y Rada, que cambió el segundo apellido (Sengáriz) por el de su tío (Rada), al que había heredado. 
También firmó sus trabajos como “Imprenta de José Imaz y Gadea” (1837). En ocasiones introduce un anagrama, su marca de impresor en las portadas, formado por sus iniciales “J.I.G” enmarcadas por una corona de hojas de laurel y de encina. Se da la circunstancia de que la corona vegetal y la tipografía de las iniciales son semejantes a las empleadas por Francisco Erasun y Rada en el suyo. 
José Yanguas y Miranda decide en 1840 mandar a la imprenta su  Diccionario de Antigüedades del Reino de Navarra, que ocupaba 1914 páginas distribuidas en tres volúmenes y, con el fin de tener la edición sin demoras, decidió repartir cada uno de los tomos entre otras tantas imprentas de Pamplona. De esta manera, encomendó el primero a Javier Goyeneche, el segundo a Francisco Erasun y Rada, y el tercero a José Imaz y Gadea. Esta decisión pone de relieve la escasa capacidad de los talleres navarros para asumir individualmente un encargo de estas características. Cabe señalar que esta práctica era frecuente cuando se trataba de imprimir obras de cierto volumen.

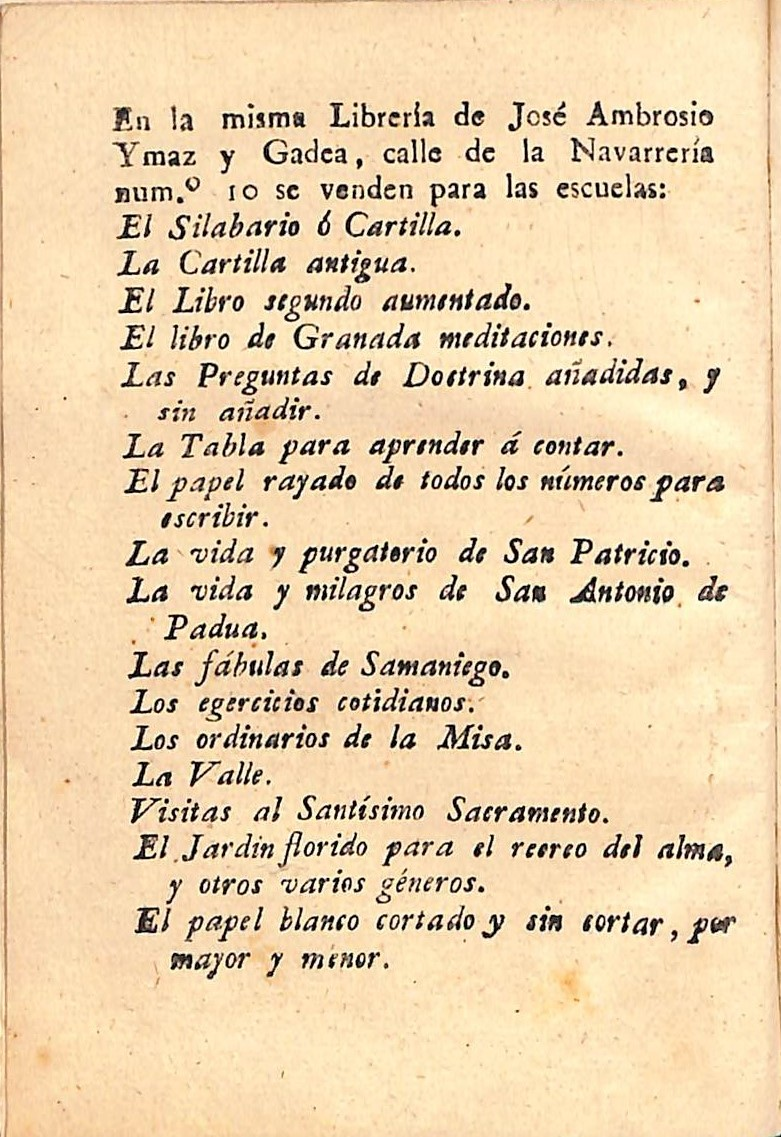
Página publicitaria con las publicaciones escolares en venta

## Editor y librero
Al igual que su antecesor, Javier Gadea, tiene imprenta y librería y así lo anuncia en ocasiones en las portadas: “Imprenta y librería de José Imaz y Gadea”. Sobre este particular, conviene precisar que su actividad fue más intensa como librero que como impresor.
Además de publicaciones ajenas, anuncia y pone a la venta sus ediciones, siempre modestas, de bajo precio y demanda permanente, como son las de carácter piadoso y escolar. De estas últimas contaba con un surtido especializado que anunciaba en sus publicaciones, al igual que sus colegas de la capital navarra. Así se comprueba en el Libro segundo de los niños, impreso en su primer año de trabajo (1830), en el que incluyó una página con  la indicación “En la misma librería de José Ambrosio Imaz y Gadea, calle de la Navarrería nº  10, se venden para las escuelas” y a continuación aparecen relacionados trece títulos, tales como un silabario, cartillas, catecismos, las fábulas de Samaniego y “Visitas al Santísimo Sacramento,  junto a “papel rayado de todos los números para escribir” y “papel blanco cortado y sin cortar, por mayor y menor”.
Al igual que sus colegas de Pamplona Teodoro Ochoa de Alda y Longás y Ripa, editó folletos, que en aquel momento tenían gran venta, con el texto de óperas de la época. Es el caso de El solitario del monte salvaje, de César Perini (1845) y música de Hilarión Eslava

## Producción impresa
Se conocen 26 impresos de todo tipo, hojas sueltas, folletos y libros, publicados entre 1830 y 1854, lo que constituye un balance notablemente pobre desde el punto de vista cuantitativo. Al periodo aquí estudiado (1801-1841) pertenecen 14 impresos, que dan una media de poco más de un trabajo por año, muy por debajo de la registrada para el conjunto de impresores navarros de este periodo, que sería de 3,5.
La mayor parte de los trabajos (22 sobre el total de 25) tienen menos de cien páginas y solo uno supera las quinientas, que, como se ha expuesto, se trata del tomo III del Diccionario de antigüedades del reino de Navarra (1840).
José Imaz comenzó a imprimir a un ritmo bajo, toda vez que a un trabajo menor fechado en 1830 siguieron varios años sin impresos conocidos. La mayor actividad corresponde a 1835 con cuatro impresos, seguida de 1853 con tres, mientras que hay nueve años con uno solo. 
En conclusión, la actividad impresora de José Imaz y Gadea es notablemente baja. Cabe apuntar que en su tiempo funcionaban al menos otras cuatro imprentas en Pamplona que eran capaces de atender satisfactoriamente los encargos; de tal manera que, cuando en 1854 se cierra el negocio de Imaz, estaban en funcionamiento los talleres de Francisco Erasun y Rada, el de mayor actividad; al que seguían el de Teodoro Ochoa de Alda; el de Longás y Ripa, el más veterano, fundado en 1774; y el de Ignacio García, que además ofrecía trabajos de litografía.
| Producción de la imprenta de José Imaz y Gadea (1830-1854) |
| ---------------------------------------------------------- |
|                                                            |

Por regla general, Imaz utiliza tipos de imprenta nuevos, de calidad; letras capitulares (mayúsculas) modernas, ornamentadas y en perspectiva, como las que había empleado su suegro; y orlas de diseño innovador. De todo ello se derivan impresos limpios y proporcionados tipográficamente. El papel suele ser fuerte, de calidad.
Como era práctica habitual en su tiempo, los grabados se emplean en contadas ocasiones y predominan los ejecutados con tacos xilográficos que estaban realizados de forma rudimentaria. Así sucede en los impresos devotos y los catecismos escolares en los que figuran ilustraciones acordes con el asunto que tratan: Jesús Crucificado flanqueado por María y san Juan (1832), san Francisco de Asís (1835) o la Virgen del Carmen (1844).
Hay que destacar que imprimió un libro con notación musical de canto llano para lo que empleó tacos xilográficos que había tallado su autor y editor, el sacerdote Fermín Ruiz de Galarreta. Los libros de música, por su complejidad técnica, eran muy infrecuentes en las imprentas locales; en el caso de Navarra el antecedente más inmediato sería el Liber Magnificarum de Miguel Navarro impreso por Carlos de Labayen en 1614.
Solo se conoce un grabado calcográfico que representa a Jesús crucificado, firmado por E. Boix, que se muestra en el libro Relox de la Pasión (1843), de san Alfonso María de Ligorio.
La mayor parte de sus impresos pertenecen a autores locales, entre los figuran a partes iguales clérigos y laicos, que recurren a una imprenta local para editar pequeños trabajos.
En cuanto a las materias abordadas, como era práctica habitual, predominan las publicaciones religiosas (15 títulos del total de 25), con la particularidad de que todas ellas corresponden a obras de piedad, entre las que destacan seis novenas, y tres catecismos escolares. En segundo lugar y a gran distancia aparecen las publicaciones relacionadas con la lengua y literatura, con cuatro títulos, de los que tres son gramáticas escolares. Por supuesto, no hay libros de lectura recreativa, como pueden ser las novelas, que llegarían a las librerías pamploneses de editoriales de ámbito nacional.

## Galería de imágenes

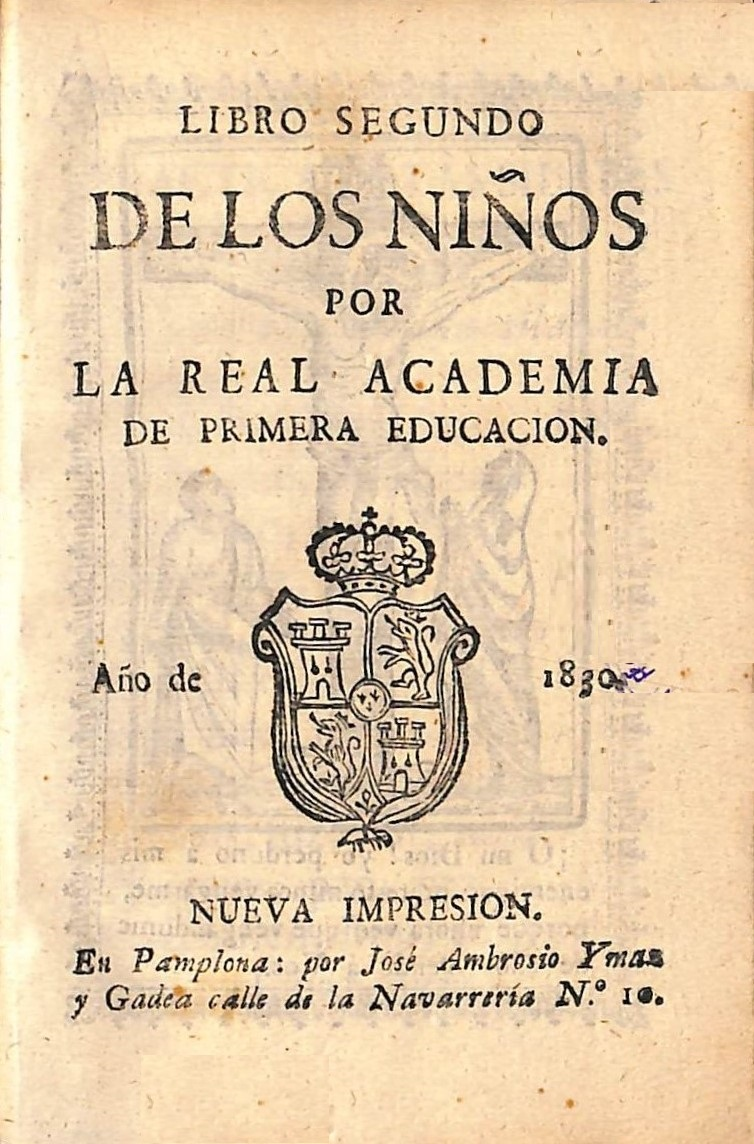
Primer impreso conocido de José Imaz y Gadea (1830)
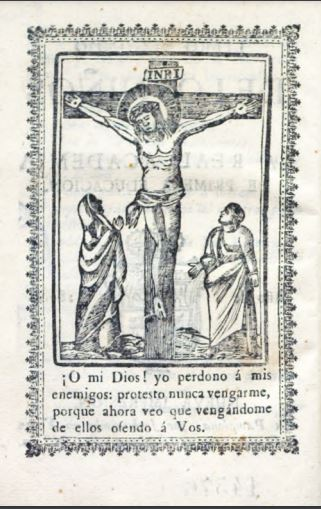
Grabado xilográfico del Calvario utilizado por José Imaz y Gadea (1830)
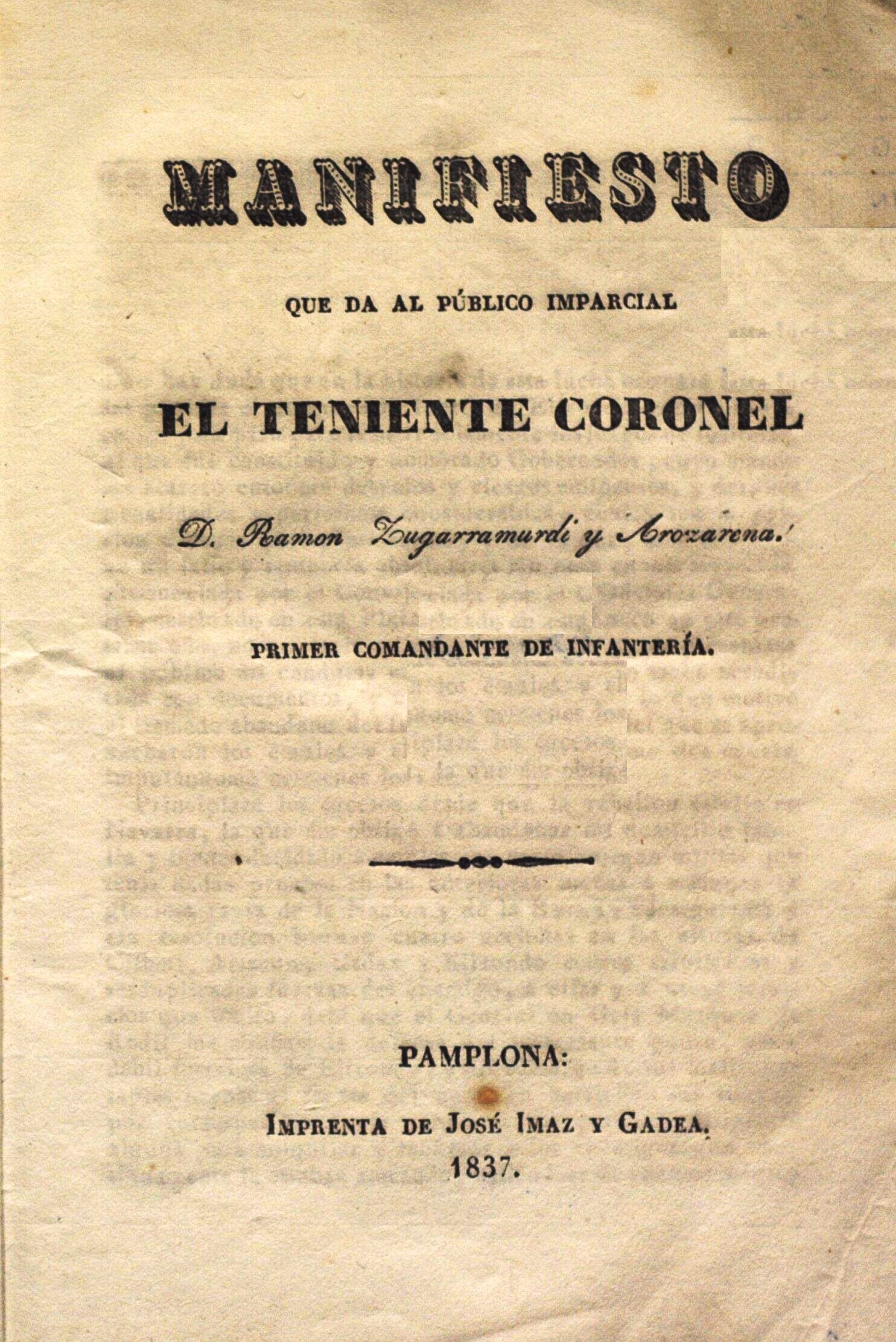
Manifiesto militar de la primera guerra carlista (1837)
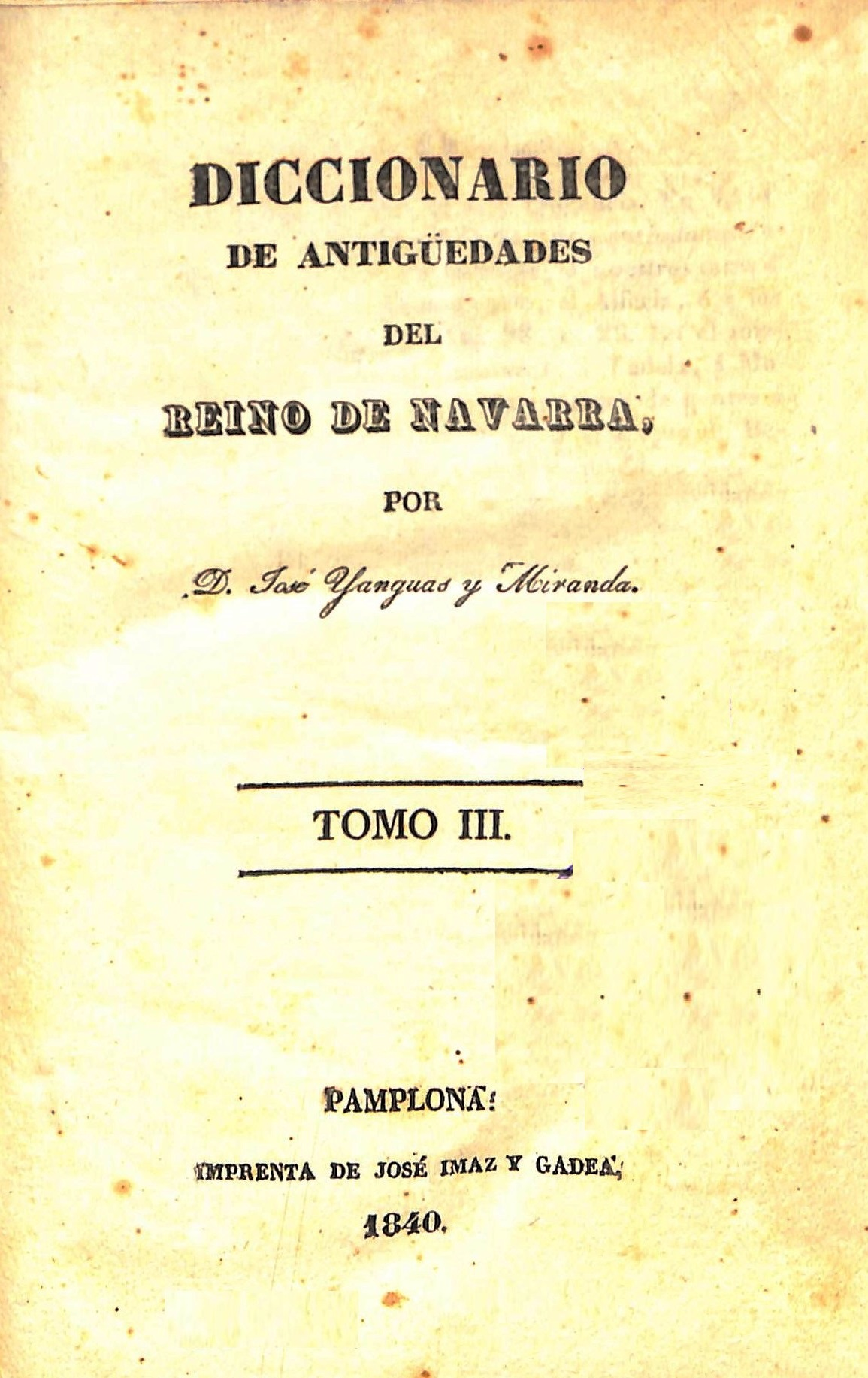
Tomo III del Diccionario de antigüedades de Yanguas y Miranda (1840)
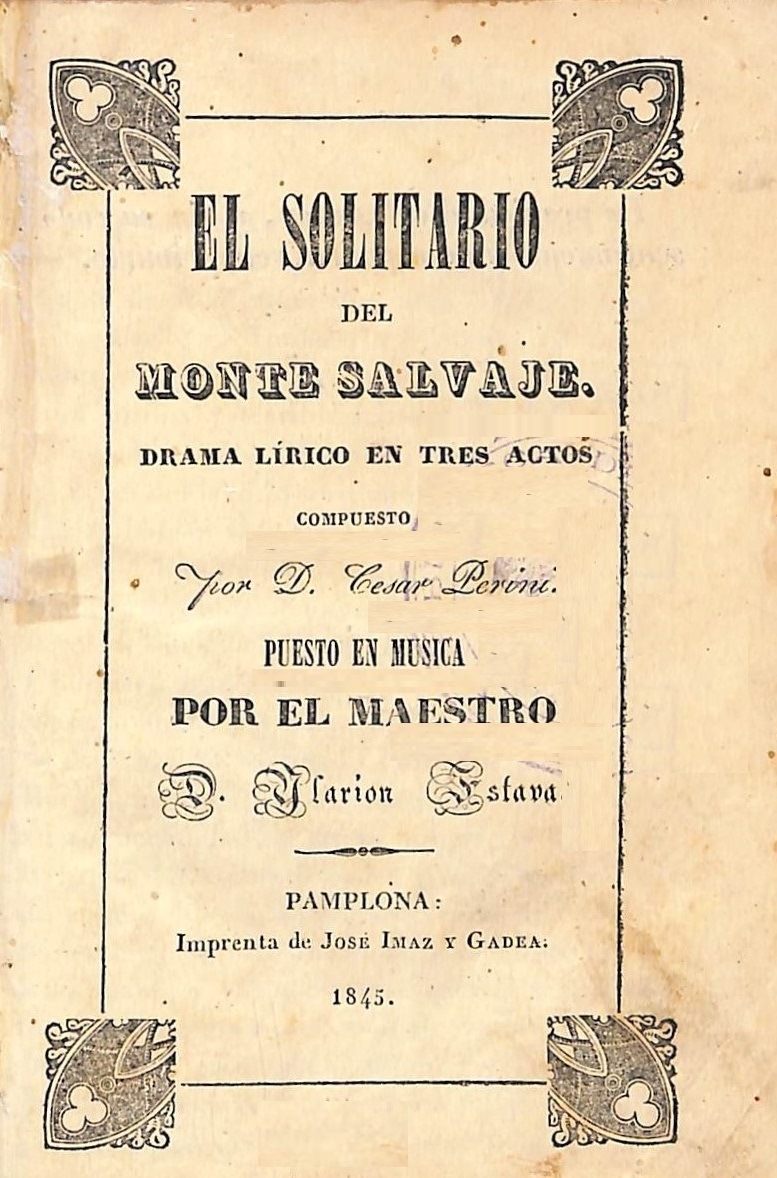
"Drama musical" con texto de César Perini (1807-1848) y música de Hilarión Eslava (1845)
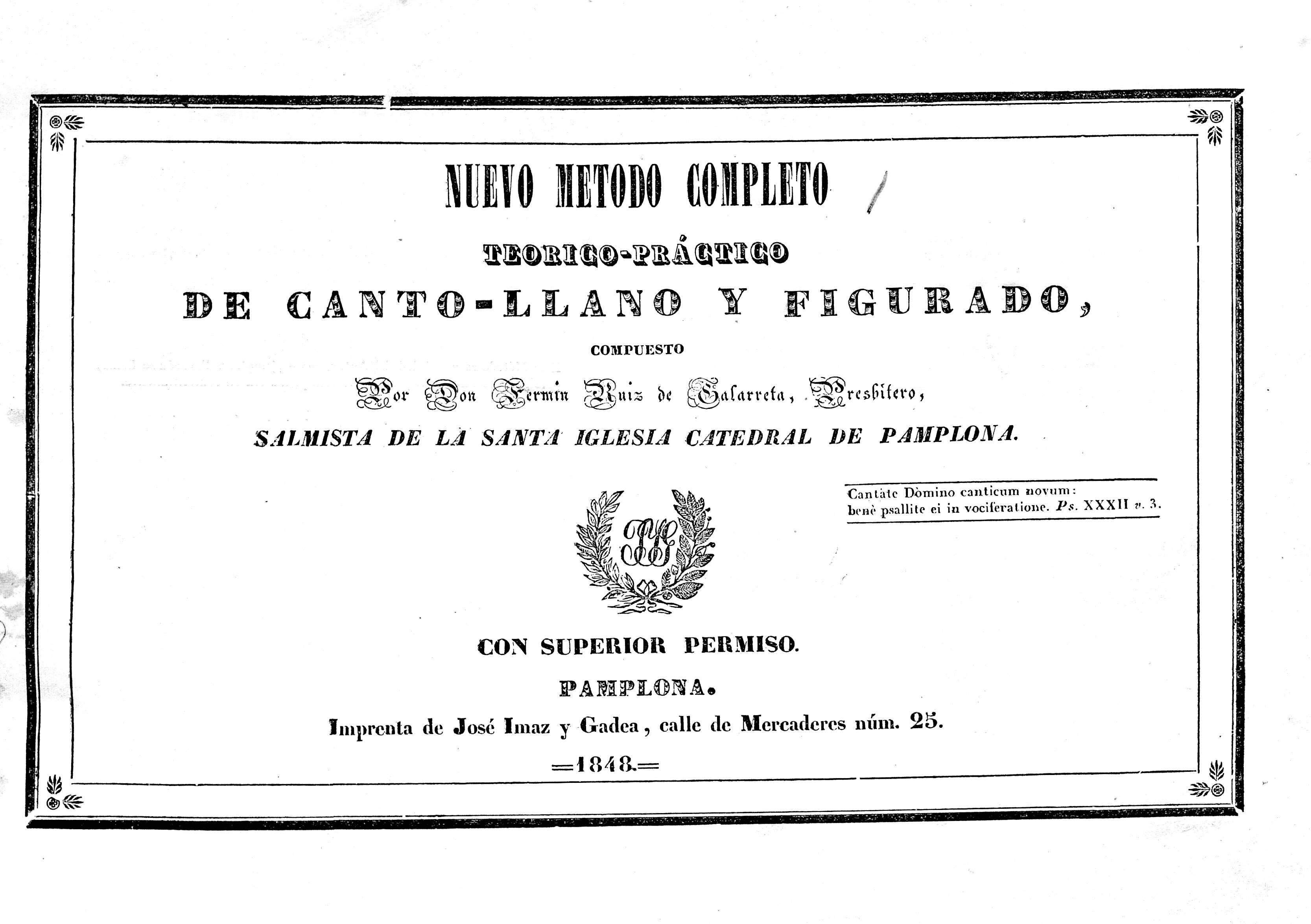
Método de canto gregoriano con notación musical impresa con tacos xilográficos (1848)